# Zsuzsa Polgár
Zsuzsa (Zsuzsanna) Polgár (Budimpešta, 19. travnja 1969.), mađarska je šahistica, šahovska velemajstorica. Danas ima američko državljanstvo i nastupa kao Susan Polgar.

## Životopis
Kći je Lászla Polgára i sestra Zsófije i Judit, također poznatih šahistica. Godine 1984. bila je šahistica br. 1 po ljestvici FIDE. Na prvenstvu Mađarske 1986. godine na kojem je pobijedio Iván Faragó, 17-godišnja Zsuzsa je sudjelovala i završila je na diobi drugog mjesta i stekla kao prva žena pravo sudjelovanja na zonskom turniru. Godine 1989. natjecala se na europskom prvenstvu, igrajući za Mađarsku u otvorenoj konkurenciji. Od 1991. godine nosi naslov šahovskog velemajstora (muški, GMI). Svjetska šahovska prvakinja od 1996. do 1999. godine. Osvojila ga je pobjedom protiv Xie Jun 8,5:4,5, a naslov nije branila jer je postala majka i zatražila je odgodu obrane. FIDE nije prihvatio taj zahtjev. Od 1997. godine povukla se iz natjecateljskog šaha i privremeno se pojavila 2005. godine. Na šahovskim olimpijadama sudjelovala je četiri puta, 1988., 1990. i 1994. godine natječući se za Mađarsku, a 2004. godine za SAD.
Natjecala se u europskim klupskim šahovskim kupovima igrajući za MTK Budapest FC, u Njemačkoj je igrala za SC Stadthagen.
Članica je izvršnog ureda Američkog šahovskog saveza od 26. srpnja 2007. godine. Posvetila se promidžbi šaha među mladeži, osobito među mladim djevojkama. S tim je u svezi i Šahovski centar Polgar i Zaklada Susan-Polgar.
Najbolji rejting po Elou imala je siječnja 2005. godine, 2577 bodova.

## Vanjske poveznice
- (engl.) Profil na FIDE
- (engl.) Profil i partije na Chessgames.com
- (engl.) Šahovski centar Polgar